# پناهگاه ۳ قیسوند
پناهگاه ۳ قیسوند مربوط به دوران پارینه‌سنگی میانه و جدید - دوران فرادیرینه‌سنگی است و در شهرستان هرسین، بخش مرکزی، دهستان حومه، ۱/۳ کم شرق روستای قیسوند واقع شده و این اثر در تاریخ ۲۶ اسفند ۱۳۸۷ با شمارهٔ ثبت ۲۵۵۷۱ به‌عنوان یکی از آثار ملی ایران به ثبت رسیده است.